# Thor Möger Pedersen
Pour les articles homonymes, voir Pedersen.
Thor Möger Pedersen, né le 31 janvier 1985 à Valby, est un homme politique danois, membre du Parti populaire socialiste (SF) et ministre de la Fiscalité de 2011 à 2012.

## Biographie
Thor Möger Pedersen commence des études en sciences politiques à l'université de Copenhague en 2005. Il obtient son diplôme en 2013, puis est ensuite diplômé en gestion et en finance à l'université d'Aalborg en 2018.
Engagé au sein du Parti populaire socialiste, il occupe des responsabilités au sein de la branche de jeunesse du mouvement à partir de 2005. Il est le coordinateur de la campagne du parti lors des élections législatives de 2007. Il est élu vice-président du mouvement lors du congrès du parti en avril 2010. Il fait alors partie des figures de l'aile modérée du parti, celle favorable à un rapprochement avec les sociaux-démocrates.
Il est candidat aux élections législatives du 15 septembre 2011, mais ne parvient pas à être élu. Il devient néanmoins ministre de la Fiscalité dans le gouvernement formé par Helle Thorning-Schmidt le 3 octobre après le scrutin, devenant à 26 ans le plus jeune ministre de l'histoire danoise. Le 6 octobre, il quitte son rôle de vice-président de son parti, après que des critiques internes l'aient jugé incompatible avec ses nouvelles fonctions ministérielles.
Durant son mandat au ministère, il fait l'objet de critiques internes au sein du Parti populaire socialiste, où il est perçu comme tirant le parti trop à droite. En septembre 2012, il apporte son soutien à la ministre de la Santé Astrid Krag, candidate de l'aile modérée pour le congrès du Parti populaire socialiste du 13 octobre. Krag est toutefois battue par la députée Annette Vilhelmsen pour la présidence du parti, et Thor Möger Pedersen annonce deux jours plus tard avoir été démis de ses fonctions ministérielles par la nouvelle présidente.
En janvier 2013, il annonce quitter la vie politique et ne pas briguer un siège au Folketing lors des prochaines élections législatives. En juin, il annonce son départ du Parti populaire socialiste pour rejoindre les sociaux-démocrates.
En avril 2014, il est recruté comme chef du développement par les sociaux-démocrates. Il annonce son départ du poste en décembre 2018, pour rejoindre la société de conseil Cowi.
En décembre 2022, il devient le directeur commercial de l'entreprise de panneaux solaires Better Energy. Il quitte ce poste en février 2025. En juin, il prend la tête de Donkey Republic (en), une entreprise proposant des systèmes de vélos en libre-service dans plusieurs villes européennes.